# Svartevatn-magasinet
Svartevatn-magasinet er et norsk vandreservoir, der ligger på grænsen mellem Rogaland og Agder fylker. Opdæmningen har ført til at de tidligere søer Ytre Storevatnet, Hyttevatn, Store og Litla Auravatnet, Lonevatnet, Svodhellervatnet samt Svartevatn er flydt sammen til ét stort reservoir.
Søen er reservoir for Duge Kraftværk og reguleres med 119 m mellem højeste og laveste vandstand.